# Евангелос Николудис
Евангелос Антониу Николудис (на гръцки: Ευάγγελος Αντωνίου Νικολούδης) е гръцки андартски капитан, деец на гръцката въоръжена пропаганда в Македония.

## Биография
Николудис е роден в Лаки, остров Крит. Включва се в гръцката въоръжена пропаганда и действа в Западна Македония с чета от 45 души.
На 8 февруари 1908 година четите на Стефос Григориу, Стоян Цицов, Трайко Браянов, Андонис Зоис и Петър Сугарев са обградени от силни османски военни части. На помощ им идват четите на Павлос Нерандзис (Пердикас), Емануил Кацигарис, Евангелос Николудис и Панайотис Героянис, както и милиция от Градешница. В сражението загиват 6 четници и много турци.
Евнгелос Николудис загива на 18 юли 1906 година в леринското село Горничево заедно с 14 четници, между които и Манусос Грилос от Аликамбос от четата на Йоанис Каравитис.